# Königsberg (Baviera)
Königsberg é uma cidade da Alemanha, localizado no distrito de Haßberge, no estado de Baviera.